# Список вулиць Львова (Д)
Список усіх вулиць Львова, що починаються на літеру Д.
У списку вулиці подані за алфавітом. Назви вулиць на честь людей відсортовані за прізвищем і подаються у форматі Прізвище Ім'я і/або Посада. Якщо вулиця названа за цілісним псевдонімом або прізвиськом, то сортування відбувається за першої літерою псевдоніма або імені, тобто Лесі Українки — на літеру Л, Марка Вовчка, Марка Черемшини — на М, Олени Пчілки — на О, Панаса Мирного — на П, Янки Купали — на Я тощо.
Курсивом позначені зниклі вулиці.
Колір фону у списку залежить від типу урбаноніма.
| Назва                | Тип    | Колишні назви | Район                     | Місцевість        | Рік затв. | Джерела                 |
| -------------------- | ------ | --- | ------------------------- | ----------------- | --------- | ----------------------- |
| Дальня               | вулиця | | Залізничний               | Сигнівка          | 1946      | ВЛ, ПСВЛ, ГЄ, Л         |
| Данила Галицького    | площа  | Тарґовіца джева опаловеґо, Гольцмаркт, Стрельжецка, Шютценпляц, Стрілецька                                                             | Галицький                 | Центр             | 1944      | ВЛ, ПСВЛ, ІВЛ, ГЄ, Л    |
| Данилишина Дмитра    | вулиця | Сьвєнтей Анни бочна направо, Забриґідска, До вєнзєня, Карна, Бика, Бриґідска, Бриґіттенґассе, Бродівська, Бічна Чапаєва, Проїзна       | Галицький                 | Центр             | 1993      | ВЛ, ПСВЛ, ІВЛ, ГЄ, Л    |
| Дашка Ігоря          | вулиця | Ґліняньска ніжша, Ґліняньска, Жуліньскєґо, Зулінскі (Шулінскі)ґассе, Жулінського, Грузинська, Федьковича, Кожедуба, Академіка Філатова | Личаківський              | Личаків           | 2022      | ПСВЛ, ІВЛ, ВП, Л, Збруч |
| Дашкевича Романа     | вулиця | Короля Яна (Замарстинів), Крулєвска, Королівська, Комунальна                                                                           | Шевченківський            | Підзамче          | 1990      | ВЛ, ПСВЛ, ІВЛ, ГЄ, Л    |
| Двірцева             | площа  | Штаціонспляц, Вільсона, Вокзальна, Бангофспляц                                                                                         | Залізничний               | Привокзальна      | 1993      | ВЛ, ПСВЛ, ГЄ, Л         |
| Декарта Рене         | вулиця | Нова дроґа, Косьцьопальні бочна, Декерта                                                                                               | Залізничний               | Привокзальна      | 1946      | ВЛ, ПСВЛ, ІВЛ, ГЄ, Л    |
| Демнянська           | вулиця | Юстгляцувка, Хуторівка, Хуторівська (частково)                                                                                         | Сихівський                | Боднарівка        | 1993      | ВЛ, ПСВЛ, ГЄ, Л         |
| Детька Дмитра        | вулиця | Замарстиновска бочна, Помісйонарска, Місйонарска                                                                                       | Галицький                 | Центр             | 1950      | ВЛ, ПСВЛ, ІВЛ, ГЄ, Л    |
| Джерельна            | вулиця | Зьрудляна, Квелленґассе, Львовска (Клепарів)                                                                                           | Шевченківський, Галицький | Клепарів          | 1946      | ВЛ, ПСВЛ, ГЄ, Л         |
| Дзиндри Євгена       | вулиця | Рьорінґа, Паркова, Сочинська | Галицький                 | На Помірках       | 1993      | ВЛ, ПСВЛ, ІВЛ, ГЄ, Л    |
| Дивізійна            | вулиця | Галлера (Клепарів), Дівізіоґассе | Шевченківський            | Клепарів          | 1944      | ВЛ, ПСВЛ, ГЄ, Л         |
| Диктова              | вулиця | Косцєльна бочна, Фанерна бічна | Залізничний               | Рясне, Баторівка  | 1993      | ВЛ                      |
| Динівська            | вулиця | Ветеранів (Рясне), Якіра | Залізничний               | Рясне             | 1993      | ВЛ, ПСВЛ, ГЄ, Л         |
| Діаманда             | вулиця | Берка Йоселовіча (Знесіння); Раффінеріґассе, Діамантова                                                                                | Личаківський              | Знесіння          | 1991      | ВЛ, ПСВЛ, ІВЛ, ГЄ, Л    |
| Дібровна             | вулиця | Пляц Ундеркі, Компельова, Лукєвіча (Дроґа Лукєвіча), Ставова Дроґа, Капелленвеґ, Дібровська                                            | Галицький                 | Снопків           | 1993      | ВЛ, ПСВЛ, ГЄ, Л         |
| Дідушка Василя       | вулиця | Замкнєнта (Левандівка); Комісарска, Коміссарґассе, Комісарська                                                                         | Залізничний               | Левандівка        | 1993      | ВЛ, ПСВЛ, ІВЛ, ГЄ, Л    |
| Дніпрової Чайки      | вулиця | Крутка (Знесіння); Пшедня, Передня | Шевченківський            | Знесіння          | 1993      | ВЛ, ПСВЛ, ІВЛ, ГЄ, Л    |
| Дніпровська          | вулиця | Шевченкі, Шевченка | Личаківський              | Погулянка         | 1944      | ВЛ, ПСВЛ, ГЄ, Л         |
| Дністерська          | вулиця | Дністровська | Сихівський                | Снопків           | 1992      | ВЛ, ПСВЛ, ГЄ, Л         |
| Довбуша Олекси       | вулиця | Сьвєнтего Войцеха, Альбрехтґассе, Львівська                                                                                            | Личаківський              | Кайзервальд       | 1946      | ВЛ, ПСВЛ, ІВЛ, ГЄ, Л    |
| Довга                | вулиця | Длуґа | Галицький                 | Пасіки            | 1946      | ВЛ, ПСВЛ, ГЄ, Л         |
| Довженка Олександра  | вулиця | Літунова | Сихівський                | Сихів             | 1991      | ВЛ, ПСВЛ, ІВЛ, ГЄ, Л    |
| Дозвільна            | вулиця | | Залізничний               | Сигнівка          | 1959      | ВЛ, ПСВЛ, ГЄ, Л         |
| Долинського Луки     | вулиця | Об'язд, Лімановскєґо, Лімановського | Шевченківський            | Замарстинів       | 1946      | ВЛ, ПСВЛ, ІВЛ, ГЄ, Л    |
| Долішня              | вулиця | Кшивчицька, Дольна | Личаківський              | Личаків           | 1945      | ВЛ, ПСВЛ, ГЄ, Л         |
| Донецька             | вулиця | Зборовщизна, Зборовскіх, Зборовських                                                                                                   | Шевченківський            | Підзамче          | 1944      | ВЛ, ПСВЛ, ГЄ, Л         |
| Донцова Дмитра       | вулиця | Ґліняньска, Голувкі, Рідна школаґассе, Голувки, Котовського                                                                            | Личаківський              | Центр             | 1992      | ВЛ, ПСВЛ, ІВЛ, ГЄ, Л    |
| Доробок              | вулиця | Пястув (Левандівка); Доробек | Залізничний               | Левандівка        | 1944      | ВЛ, ПСВЛ, ГЄ, Л         |
| Дороша Юліана        | вулиця | Поля, Ганельґассе, Блока | Личаківський              | Личаків           | 1993      | ВЛ, ПСВЛ, ГЄ, Л         |
| Дорошенка Петра      | вулиця | Мікульчиньска, Міхелькунчовска, Сикстуска (Сикстова дроґа), Оброни Львова, Сикстусштрассе, Сикстуська, Жовтнева                        | Галицький                 | Центр, Новий Світ | 1992      | ВЛ, ПСВЛ, ІВЛ, ГЄ, Л    |
| Досвітня             | вулиця | | Шевченківський            | Рясне             | 1958      | ВЛ, ПСВЛ, ГЄ, Л         |
| Доступна             | вулиця | Спокойна (Клепарів); Достемп, Доступ                                                                                                   | Шевченківський            | Клепарів          | 1946      | ВЛ, ПСВЛ, ГЄ, Л         |
| Драгана Михайла      | вулиця | | Сихівський                | Сихів             | 1990      | ВЛ, ПСВЛ, ІВЛ, ГЄ, Л    |
| Драгоманова Михайла  | вулиця | Ґарнцарска вижша, Ґарнцарска, Мохнацкєґо, Блюменштрассе, Мохнацького                                                                   | Галицький                 | Цитадель          | 1946      | ВЛ, ПСВЛ, ІВЛ, ГЄ, Л    |
| Драй-Хмари Михайла   | вулиця | Жеромскеґо бочна, Жеромського бічна, Урицького бічна                                                                                   | Франківський              | Привокзальна      | 1991      | ВЛ, ПСВЛ, ІВЛ, ГЄ, Л    |
| Дріжджова            | вулиця | Крива (с. Гори, частково) | Личаківський              | Гори              | 1958      | ВЛ, ПСВЛ, ГЄ, Л         |
| Дрогобицька          | вулиця | Собєскєґо (Сигнівка); Рокітняньска, Рокітноґассе, Рокітнянська                                                                         | Залізничний               | Сигнівка          | 1950      | ВЛ, ПСВЛ, ГЄ, Л         |
| Дрогобича Юрія       | вулиця | Фреснеля бочна (Сьлєпа), Мидлярска, Свєньтего Міхала, Міхаельштрассе, Святого Михайла, Брусилова, Костюшка бічна, Сельробівська        | Галицький                 | Центр             | 1993      | ВЛ, ПСВЛ, ІВЛ, ГЄ, Л    |
| Друкарська           | вулиця | Дроґа «За Єлєнєм», Ормяньска бочна, Ормяньска пшечніца, Ґродзіцкіх, Ганс Блехерґассе, Гродзіцьких, Федорова                            | Галицький                 | Центр             | 1949      | ВЛ, ПСВЛ, ГЄ, Л         |
| Дублянська           | вулиця | Казімєжа Велькєґо (Знесіння), Маньковскєґо, Маньковського, Войкова                                                                     | Личаківський              | Знесіння          | 1991      | ВЛ, ПСВЛ, ГЄ, Л         |
| Дубнівська           | вулиця | Зєльона (Сигнівка); Молотковска, Гаммерґассе, Молотковська, Дубенська                                                                  | Залізничний               | Сигнівка          | 1993      | ВЛ, ПСВЛ, ГЄ, Л         |
| Дубова               | вулиця | Лісна (Кривчиці) | Личаківський              | Великі Кривчиці   | 1962      | ВЛ, ПСВЛ, ГЄ, Л         |
| Дубровицька          | вулиця | Марка Вовчка (Рясне) | Шевченківський            | Рясне             | 1988      | ВЛ, ПСВЛ, ГЄ, Л         |
| Дудаєва Джохара      | вулиця | Хоронщизни, Зіморовіча, Хоронщизни ніжша, Агорнштрассе, Зіморовича, Лермонтова                                                         | Галицький                 | Центр             | 1996      | ВЛ, ПСВЛ, ГЄ, Л         |
| Думанського Павла    | вулиця | Нільскєґо-Лапінскєґо, Фінненґассе, Нільського-Лапінського, Професора Буйка, Академіка Ігоря Юхновського                                | Сихівський                | Персенківка       | 2024      | ВЛ, ГМ, Л               |
| Дунайська            | вулиця | | Сихівський                | Снопків           | 1957      | ВЛ, ПСВЛ, ГЄ, Л         |
| Духновича Олександра | вулиця | Атеїстів | Личаківський              | Великі Кривчиці   | 1991      | ВЛ, ПСВЛ, ГЄ, Л         |
| Дучимінської Ольги   | вулиця | Полярна | Залізничний               | Левандівка        | 1993      | ВЛ, ПСВЛ, ІВЛ, ГЄ, Л    |